# Austropallene tcherniae
Austropallene tcherniae är en havsspindelart som beskrevs av Fage, L. 1952. Austropallene tcherniae ingår i släktet Austropallene och familjen Callipallenidae. Inga underarter finns listade.